# Фортьюн, Аджани
Аджани «Джей» Фортьюн (англ. Ajani "Jay" Fortune; род. 30 декабря 2002, Мариетта, Джорджия, США) — тринидадский футболист, полузащитник клуба «Атланта Юнайтед».

## Карьера

### Клубная
Воспитанник клуба «Атланта Юнайтед». 11 июля 2020 года дебютировал за «Атланту Юнайтед 2», выступающую в Чемпионшипе ЮСЛ, в матче против «Тампа-Бэй Раудис». 12 сентября 2020 года в матче против «Майами» забил свой первый гол в карьере. 27 августа 2021 года подписал профессиональный контракт с «Атлантой Юнайтед 2». 21 июля 2022 года «Атланта Юнайтед» подписала с Фортьюном контракт по правилу доморощенного игрока до конца сезона 2024 с опциями продления ещё на несколько лет, вступающий в силу с 1 января 2023 года.

### В сборной
Выступал за юношескую сборную Тринидада и Тобаго. В январе 2021 году Фортьюн получил вызов в расположение главной национальной команды страны на товарищеский матч против США. 31 января полузащитник дебютировал за тринидадцев, отыграв первые 58 минут, после чего Фортьюн уступил своё место на поле Невилу Хекшоу. В его стартовом поединке «Воины сока» потерпели разгромное поражение со счётом 0:7.

## Семья
Старший брат Аджани — Андре Фортьюн (род. 1996), также является футболистом сборной Тринидада и Тобаго.